# Александро-Невская церковь (Балашиха)
Храм Святого благоверного князя Александра Невского — приходской храм Балашихинского благочиния Балашихинской епархии Московской митрополии Русской православной церкви.
Храм расположен в городе Балашихе Московской области. Главный престол освящён в честь святого благоверного князя Александра Невского.

## История

### Основание храма
Храм Святого благоверного князя Александра Невского расположен в центре города Балашихи. В 1859 году на этом месте образовалась деревня Николаевка. В ней селились рабочие из расположенной по соседству Горенской фабрики Николая Волкова. В 1894 году при деревенском кладбище была построена небольшая церковь, освящённая в честь Александра Невского. Храм был построен в византийском стиле на средства М. В. Третьяковой, дочери купца первой гильдии В. Н. Третьякова. Мать храмоздательницы являлась на тот момент владелицей имения Горенки.
Храм был приписан к Преображенскому храму в Пехре-Яковлевском. За храмом находилось и кладбище, которое обозначено на картах того времени.
В 1933 году Преображенский храм был закрыт, вслед за ним закрыли и храм Александра Невского. До момента окончательного сноса в начале 1960-х годов здание храма использовалось под склад. После сноса храма на освободившемся месте был разбит сквер и проложен центральный городской проспект.

### Возрождение храма
В конце 1990-х годов инициативная группа прихожан Преображенского храма начала продвигать идею возрождения храма Александра Невского. Вскоре был официально зарегистрирован приход Александро-Невской церкви и создан попечительский совет, который возглавил глава района В. Г. Самоделов.

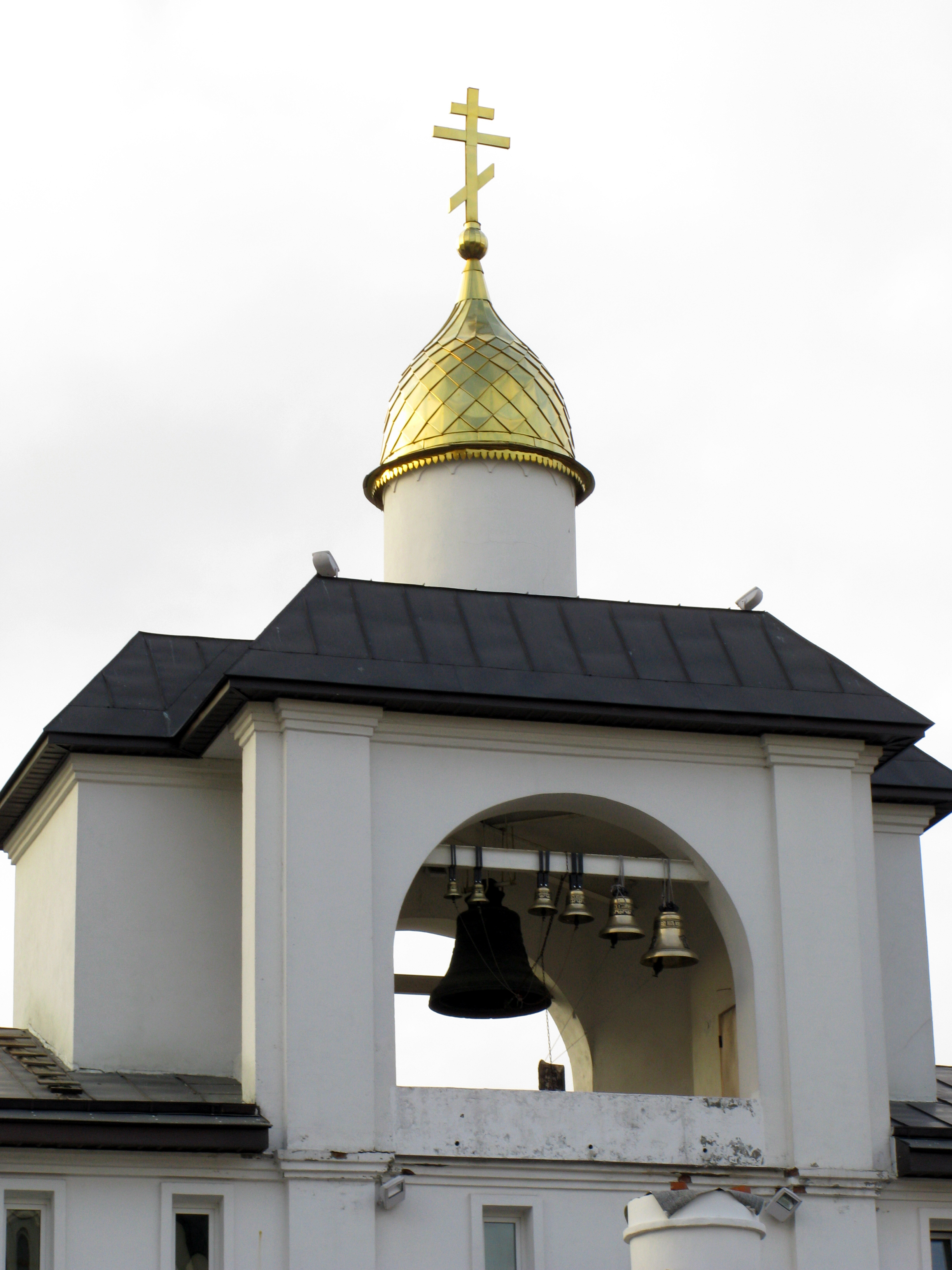
Звонница над крестильным храмом Святого Владимира

Строительство нового храма началось в конце 2001 года. Во время строительства богослужения совершались во временном деревянном храме. 24 августа 2002 года на строящийся храм был водружён крест. 7 марта 2003 года напротив будущего Александро-Невского храма было начато строительство крестильного храма, который было решено освятить в честь святого равноапостольного князя Владимира. В этом же здании разместили звонницу, дом причта и помещения воскресной школы. Уже 1 сентября над звонницей был установлен купол и водружён крест и весь комплекс церковных зданий получил своё окончательное архитектурное завершение.
11 сентября 2003 года, по благословению Митрополита Крутицкого и Коломенского Ювеналия, был освящён крестильный храм в честь равноапостольного князя Владимира, крестителя Руси. В этот же день состоялось освящение старинного колокола, переданного храму главой Балашихинского района В. Г. Самоделовым. Этот колокол, весом 1 150 кг, несколько десятилетий сохранялся от уничтожения в частных руках, пока наконец не занял предназначенное для него место на звоннице храма.
Работы по воссозданию храма были завершены 12 февраля 2004 года. В этот день глава города Владимир Геннадьевич Самоделов объявил, что площадь, на которой построен храм, с этого времени будет носить имя святого благоверного князя Александра Невского, который является небесным покровителем Балашихи.
Храм был построен по мотивам крестово-купольных храмов Древней Руси XIV—XV веков. Во многих его деталях просматривается псковско-новгородский архитектурный стиль. Здесь и трёхлопастное завершение фасадов, напоминающее лист смородины и шлемовидная глава на высоком световом барабане и сложная кровля, имитирующая древнее позакомарное покрытие. В этом же стиле выполнен и крестильный храм Святого Владимира.
Великое освящение Храма Александра Невского состоялось в день престольного праздника, 12 сентября 2006 года.

## Духовенство
- Настоятель — протоиерей Александр Ивлев.
- Протоиерей Алексий Бурцев.
- Иерей Андрей Васильев.
- Иерей Сергий Ильницкий.
- Иерей Артемий Кравченко.
- Диакон Михаил Косяков.

## Фотографии

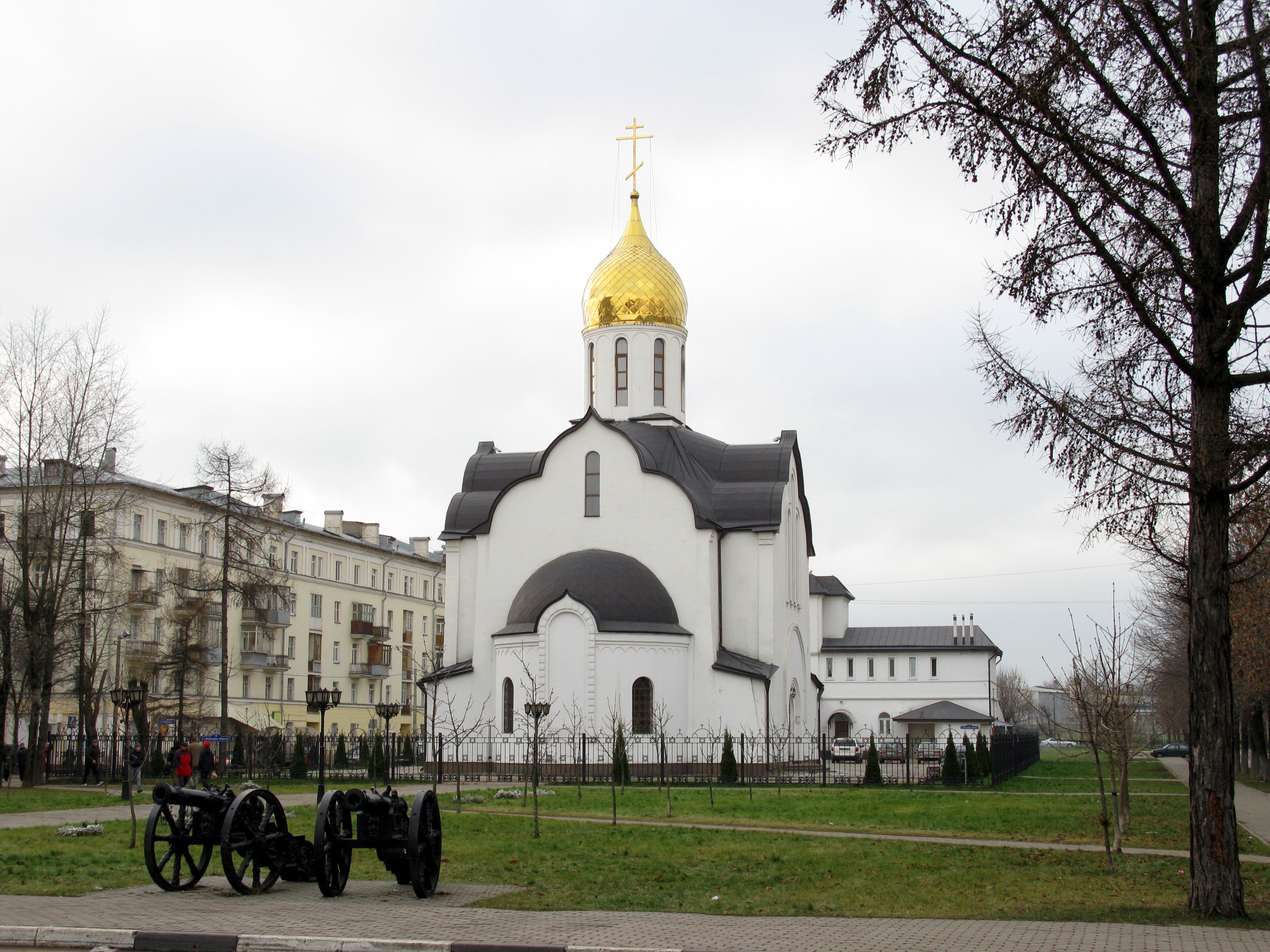
Площадь Александра Невского, Балашиха
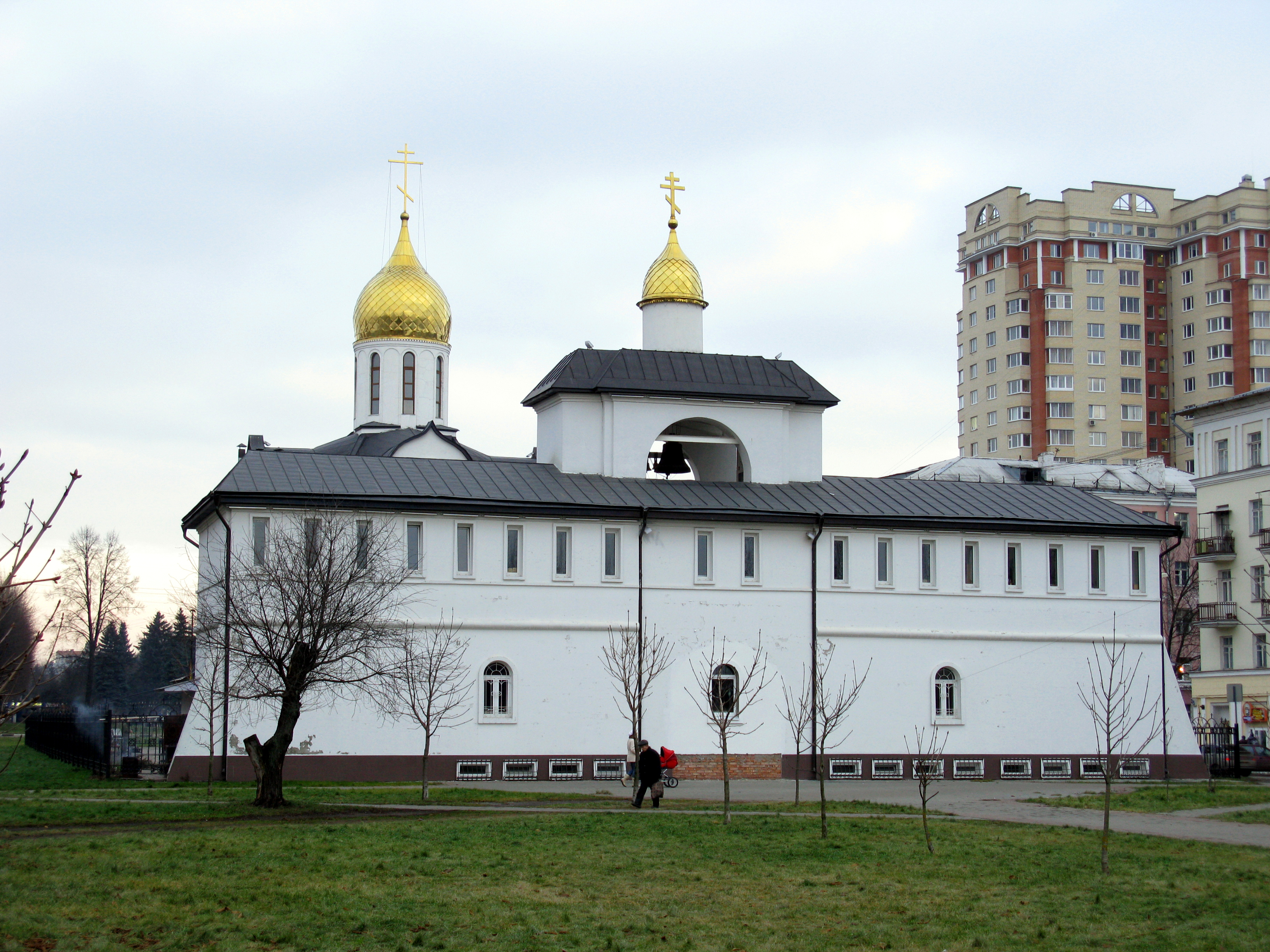
Крестильный храм и звонница
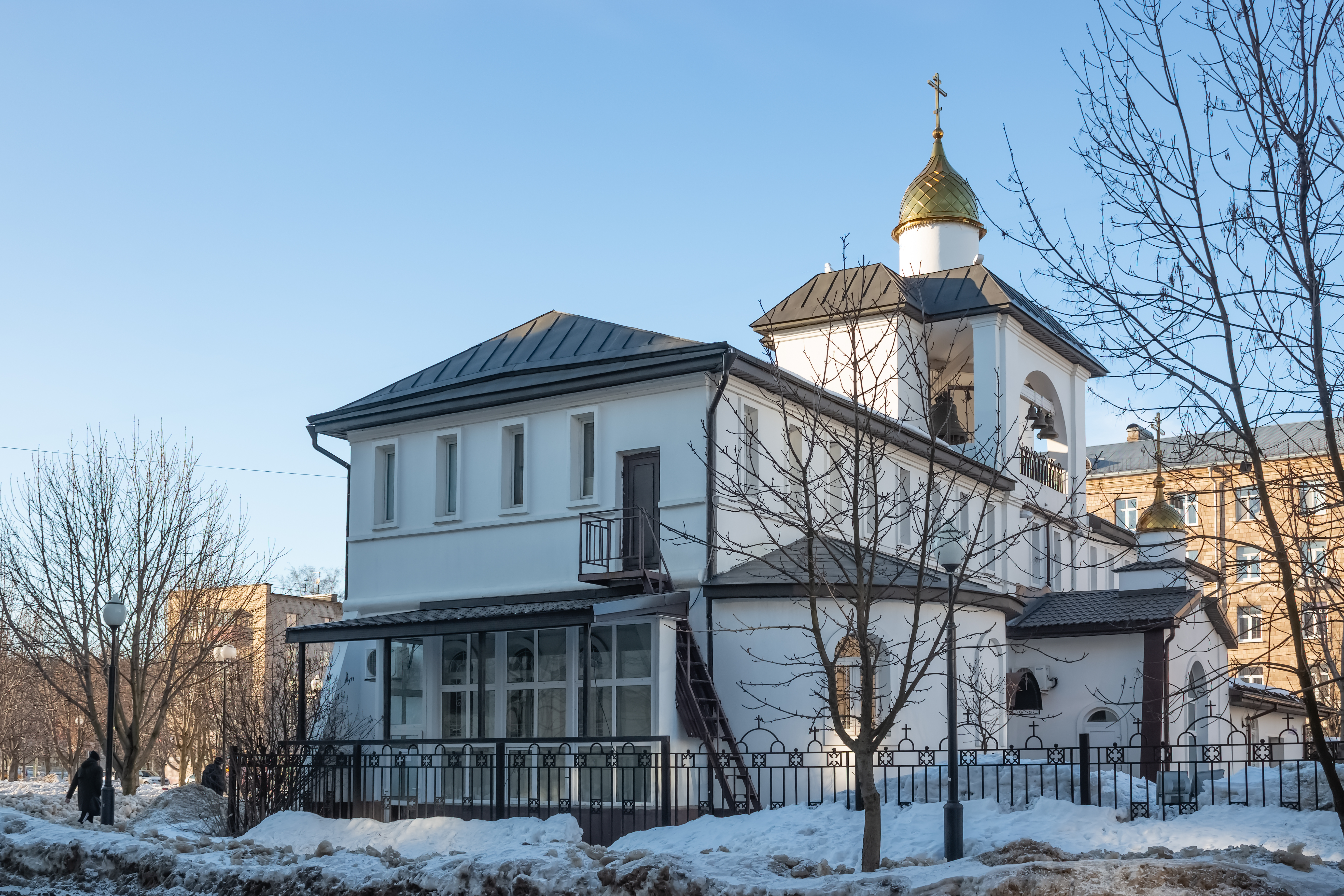
Церковь Владимира Равноапостольного и Дом Причта в Балашихе